# Сокира Перуна
„Сокира Перуна“ е рок група от Украйна, която изпълнява музика в стил RAC. Създадена е на 26 април 1998 година в Киев.

## Дискография
Студийни албуми
- Очі, сповнені гніву (1998)
- Європейська єдність (1999)
- Белое единство (2001)
- For All We Have and Are (2003)
- ...і мертвим, і живим, і ненародженим... (2006)
- Invictus (2010)
- Слово (2010)
- Братство сумління (2013)
- Сталевий промінь волі (2014)
- Дорога в АТО (2018)